# Rafał Śliż
Rafał Śliż (* 11. Juli 1983 in Wisła) ist ein ehemaliger polnischer Skispringer, der für den Verein KS Wisła Ustronianka aus Ustroń sprang. Im Klub wurde er von Jan Szturc trainiert.

## Werdegang
Śliż, der als Nordischer Kombinierer begann, spezialisierte sich dann für das Skispringen.
Im März 2003 wurde Śliż in Szczyrk vor Janusz Zygmuntowicz und Daniel Bachleda polnischer Landesmeister in der Nordischen Kombination, wobei seine Stärken im Sprung zu Tage traten. In der Saison 2003/04 wechselte Śliż ins Lager der Springer über.
Bei der Universiade 2005 in Innsbruck belegte der Student den siebten Rang. In der Saison 2005/06 belegte Śliż beim Continental Cup den achten Rang in der Gesamtwertung. Śliż hat an den Olympischen Winterspielen 2006 in Turin teilgenommen, bei denen er sich für den Wettkampf von der Großschanze nicht qualifizieren konnte. Beim Heim-Weltcup in Zakopane konnte er am 16. Januar 2009 als Dreizehnter sein bestes Einzelergebnis erspringen. Am 10. März 2010 gelang es Śliż in Kuusamo erstmals nach über einem Jahr wieder ein Continental-Cup-Springen zu gewinnen, nachdem er zuvor bereits mehrfach auf Podestplätze gesprungen war. Auch zu Beginn der Saison 2010/11 gelangen ihm mehrere gute Platzierungen, so dass er daraufhin im Rahmen der Vierschanzentournee 2010/11 im Januar 2011 in Innsbruck erstmals wieder an der Qualifikation für ein Weltcup-Springen teilnahm. In Bischofshofen gelang ihm der Sprung in den Wettbewerb, wo er am Ende den 47. Platz belegte. In Sapporo konnte er am 16. Januar 2011 erstmals seit 2009 wieder Weltcup-Punkte gewinnen. Bei den polnischen Meisterschaften im Februar 2011 belegte er hinter Kamil Stoch und Tomasz Byrt den dritten Platz im Einzel. Nach einer letzten Wettbewerbsteilnahme im Rahmen des FIS-Cups im Februar 2014 in Zakopane erklärt Śliż seinen Rücktritt.
Śliż lebt heute mit Frau und Kind in Wisła.

## Erfolge

### Weltcup-Platzierungen
| Saison  | Platz | Punkte |
| ------- | ----- | ------ |
| 2005/06 | 60.   | 15     |
| 2008/09 | 49.   | 33     |
| 2010/11 | 65.   | 07     |

### Grand-Prix-Platzierungen
| Saison | Platz | Punkte |
| ------ | ----- | ------ |
| 2005   | 51.   | 13     |
| 2006   | 48.   | 37     |
| 2007   | 44.   | 45     |
| 2009   | 34.   | 48     |
| 2010   | 22.   | 95     |
| 2011   | 41.   | 50     |

### Continental-Cup-Siege im Einzel
| Nr. | Datum              | Ort     | Typ           |
| --- | ------------------ | ------- | ------------- |
| 1.  | 15. Januar 2006    | Sapporo | Großschanze   |
| 2.  | 25. Januar 2009    | Kranj   | Normalschanze |
| 3.  | 13. März 2010      | Kuusamo | Großschanze   |
| 4.  | 18. September 2010 | Oslo    | Normalschanze |